# 周厚钧
周厚钧（1906年2月20日—1981年10月12日），字江東，江苏江都人，中国近代政治人物。民國37年（1948年）在江蘇省第一選區當選第一屆立法委員。

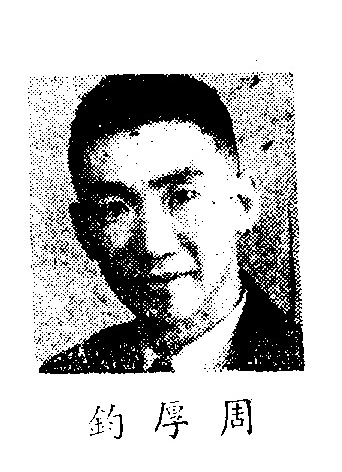
出席制憲國民大會的周厚鈞

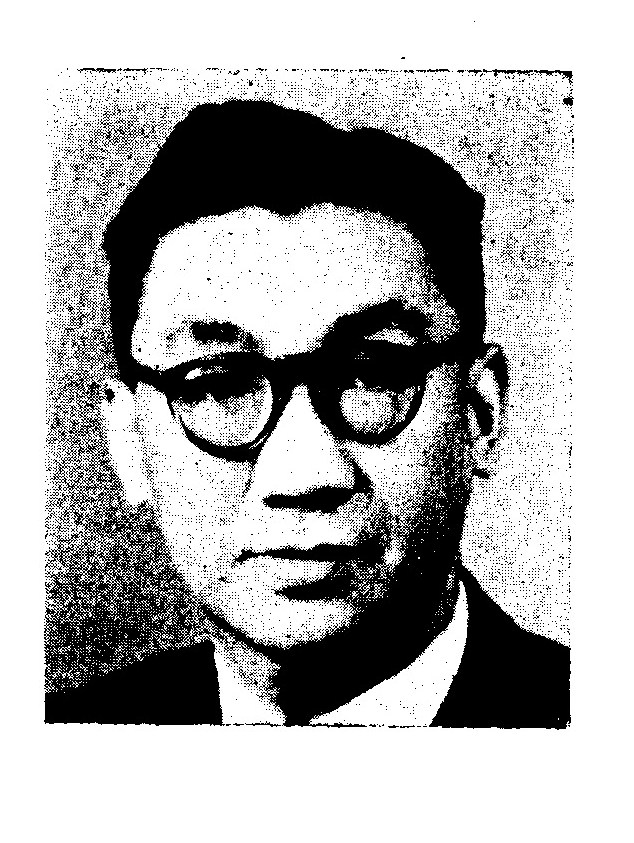
第一屆立法院時期的周厚鈞

## 生平[2][3][4]
早年毕业于江苏省立第八中学、中国公学，后赴日本留学，在明治大学学习政治经济。1926年创立孙文主义研究会并任主席。次年被孙传芳通辑。后曾组织江宁等七县旱灾救济委员会。抗日战争爆发后又组织江苏动员会，任特种工作团总团长。此后出任交通部长江航政局局长，负责战时的水路运输。此外他还兼任教育部、政治部、交通部、粮食部秘书、专门委员，中央政治学校高等科训导等职。1946年当选制宪国民大会代表。1948年当选行宪后第一届立法委员。1949年前往台湾，分别在西螺与嘉义创办私立东南中学、稚晖中学。晚年患輕微中風，繼又腸胃出血，1981年10月12日下午15時15分病逝臺大醫院，享壽76歲，安葬於陽明山第一公墓。

## 家庭
周厚钧夫人張麗君為浙江寧波人士，育有一子三女，長子周大同與長媳祝鍾祥旅居美國洛杉磯，服務於休斯公司任工程經理；長女周碧雲服務於臺灣產物保險公司，適國立交通大學教授林均輝；次女周香芸適張志明，旅居美國紐約共同經商；三女周寧芸適會計師莫江源，旅居美國聖地牙哥從商。
周厚钧之兄周厚枢为知名教育家，曾任江苏省立扬州中学校长。

## 經歷
- 中國公學大學部
- 日本明治大學
- 中央訓練團高級班
- 革命實踐研究院第十七期
- 江蘇省禁煙委員會駐會常委
- 軍委會特種工作團總團長
- 長江區航政局長
- 長江八大江輪修復委員會主委
- 教育、交通、糧食、政治各部秘書、專門委員、設計委員
- 制憲國民大會代表
- 中國國民黨全國代表大會暨臨時全國代表大會代表
- 民國70年10月12日病故[7]